# Samora Machel
Samora Moisés Machel (29. září 1933, Chilembene, Portugalská východní Afrika – 19. října 1986, Mbuzini, Transvaal) byl mosambický komunistický politik a válečník, první prezident po vyhlášení národní samostatnosti.

## Bojovník za nezávislost
Pocházel z rolnické rodiny z kmene Tsongů. Základní vzdělání získal na církevní škole a pak pracoval jako ošetřovatel v nemocnici Hospital Miguel Bombarda v hlavním městě Lourenço Marques. Organizoval protestní hnutí za vyšší platy domorodých zaměstnanců a byl proto sledován tajnou policií PIDE. V roce 1964 uprchl do Tanzanie a stal se bojovníkem protikoloniální organizace FRELIMO. Po výcviku v Alžírsku a následných partyzánských operacích v provincii Niassa byl jmenován velitelem jejích ozbrojených sil poté, co v roce 1966 padl Filipe Samuel Magaia. V roce 1970 byl zvolen nejvyšším šéfem FRELIMO. Jeho programem byla nezávislost Mosambiku a marxismus-leninismus, potlačil umírněné křídlo hnutí vedené Uriou Simangem.

## Ve funkci prezidenta
Po karafiátové revoluci vedl jednání s portugalskou vládou o předání moci. Na základě dohod z Lusaky byla 25. června 1975 vyhlášena Mosambická lidová republika a Machel se stal její hlavou. Jako zakladatel státu byl nazýván „Pai da Nação“ (otec národa) a v roce 1976 mu byla udělena Leninova cena míru. Zavedl rozsáhlé znárodňování, provedl pozemkovou reformu a založil kárné tábory pro odpůrce režimu, po změně poměrů odešli ze země téměř všichni portugalští osadníci, což vedlo ke ztrátě kvalifikované pracovní síly. V zahraniční politice se Samora Machel orientoval na východní blok a podporoval boj proti apartheidu v sousední Jihoafrické republice. V roce 1977 vypukla občanská válka proti opoziční organizaci RENAMO. V důsledku hospodářského poklesu Machel v osmdesátých letech zmírnil politický kurs, v roce 1984 podepsal s jihoafrickým prezidentem Pieterem Willemem Bothou příměří známé jako dohoda z Nkomati a o rok později navštívil USA, kde jednal s Ronaldem Reaganem.

## Smrt
Zemřel při letecké nehodě. Vládní letadlo Tupolev Tu-134, jímž se vracel ze summitu frontových států v Zambii, narazilo z nezjištěných příčin v noci 19. října 1986 do kopce na jihoafrickém území nedaleko mosambické hranice. Ze 44 osob na palubě zahynulo 34 včetně mosambického prezidenta a dvou ministrů. Jihoafrická vláda byla obviněna, že odlákala letadlo z kursu falešným majákem, vyšetřování však toto podezření neprokázalo. Mosambický politik Jacinto Veloso naopak ve svých pamětech uvedl domněnku, že Machela nechala zlikvidovat Moskva, aby zastavila jeho sbližování se Západem. Na místě neštěstí byl roku 1999 postaven pomník, jehož autorem je José Forjaz.

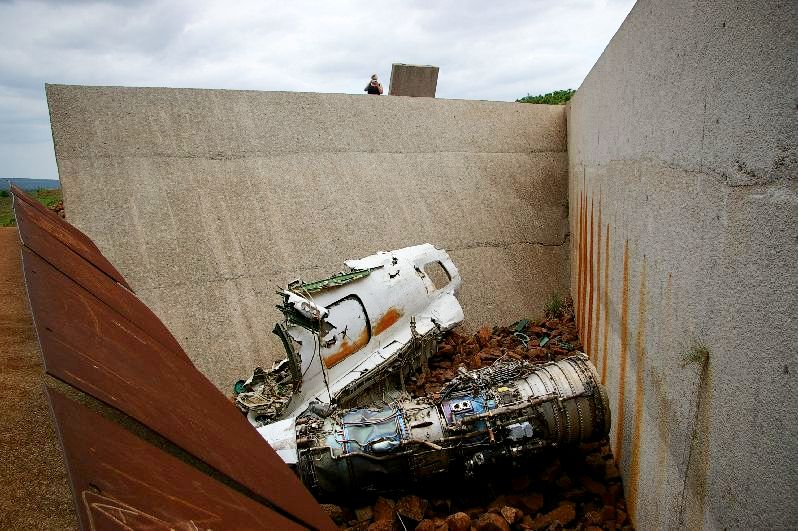
Památník obětem letecké katastrofy

## Rodina
Jeho první žena Josina Muthemba zemřela v roce 1971 na leukémii. Podruhé se oženil roku 1975 s Graçou Simbine, která ho přežila a v letech 1998 až 2013 byla manželkou Nelsona Mandely. Machel měl s různými ženami nejméně osm dětí, dcera Josina Ziyaya Machel je známou aktivistkou proti násilí na ženách.